# Sericopelma melanotarsum
Sericopelma melanotarsum là một loài nhện trong họ Theraphosidae.
Loài này thuộc chi Sericopelma. Sericopelma melanotarsum được Carlos E. Valerio miêu tả năm 1980.